# Памятник на могиле Даргомыжского
Памятник на могиле А. С. Даргомыжского был установлен в 1961 году в Ленинграде в Некрополе мастеров искусств на территории Александро-Невской лавры. Автор памятника скульптор А. И. Хаустов (1930—1978).

## История
Памятник отлит из бронзы и представляет собою фигуру крестьянского подростка-пастушка со свирелью в руках у надгробного камня на могиле композитора. Фигура выполнена в натуральную величину. Моделью для памятника послужила дипломная работа Хаустова — памятник композитору А. С. Даргомыжскому, защищённая в 1958 году в ЛВХПУ им. В. И. Мухиной, где он учился у В. И. Ингала, Л. А. Месса, В. Л. Рыбалко. Редчайший случай в истории советского изобразительного искусства, когда дипломная работа студента была переведена в материал и установлена в одном из самых почитаемых мест северной столицы.
А. И. Хаустов отказался от общепринятого традиционного решения надгробных сооружений, представлявших собой чаще всего бюст-портрет на пьедестале, либо медальон-барельеф на вертикальной плите и в некоторых случаях фигуру покойного во весь рост. Памятник Даргомыжскому скорее аллегория, символизирующая глубокую связь композитора с русским народным творчеством. Его фигура пастушка-подростка живая, непосредственная, напоминающая Леля из пьесы-сказки А. Н. Островского. Перед молодым художником стояла необыкновенно сложная задача. Нужно было найти такое пластическое решение, которое выразило бы мысль о творческом своеобразии русского композитора. Хаустов стремился к тому, как сам он говорил на защите дипломной работы, «чтобы на могиле великого музыканта прозвучала главная тема его творчества, чтобы в зримой образной форме ощущалась важнейшая нота его музыки, пронизанной чувством русской природы, напевностью и неподдельной искренностью крестьянской песни».
О дипломной работе А. Хаустова журнал «Искусство» писал в 1958 году: «Перед нами скульптура одного из лучших дипломантов 1958 года — выпускника училища имени В. И. Мухиной А. Хаустова. Она изображает крестьянского мальчика, играющего на свирели. Это статуя для надгробия композитора Даргомыжского в Ленинградском некрополе. Скульптура невелика по размеру, в ней нет особой „монументальности“, но она привлекает глубиной чувств, лиризмом, музыкальной плавностью форм. По одухотворённой фигуре мальчика-пастушка, играющего на свирели, по его позе и по его лицу вы верите, что он весь ушёл в мир звуков, он предстаёт перед нами как олицетворение русской народной песни, русской музыки». Там же приведена фотография эскиза памятника в гипсе. Её сравнение с окончательным вариантом, установленным в Некрополе Александро-Невской лавры, позволяет видеть, какие изменения внёс автор на завершающем этапе работы над фигурой мальчика-пастушка.